# Rue Flatters
La rue Flatters est une voie située dans le quartier du Val-de-Grâce dans le 5e arrondissement de Paris.

## Situation et accès

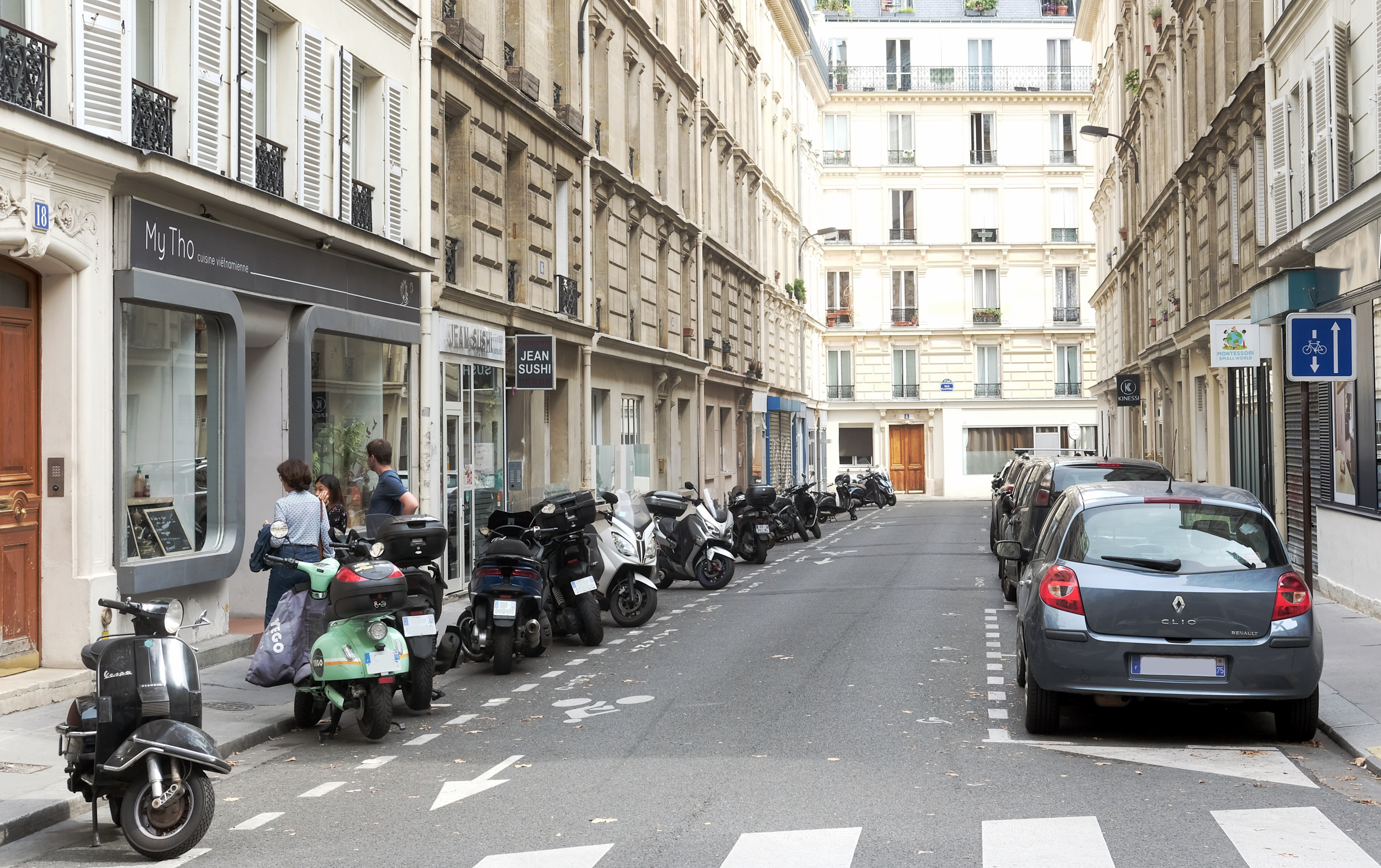
Rue Flatters depuis la rue Berthollet.

La rue Flatters est une voie d'environ cent mètres qui relie le boulevard de Port-Royal à la rue Berthollet ; elle présente la particularité d'avoir un retour d'équerre.
Cette voie est desservie à proximité par la ligne 7 à la station Les Gobelins.

## Origine du nom

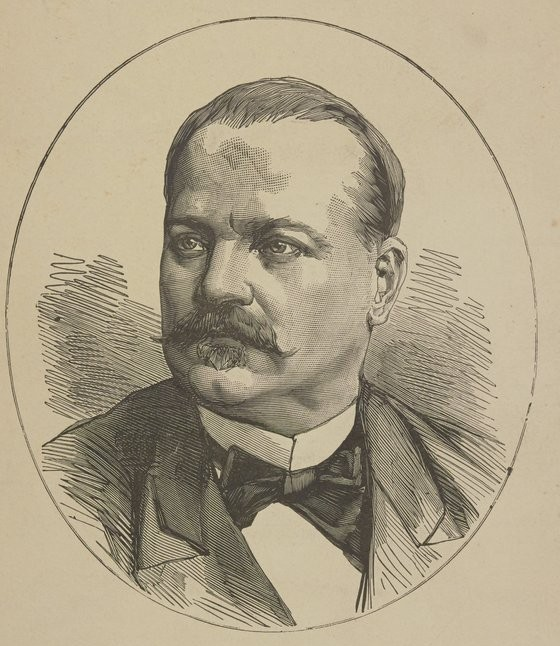
Le lieutenant-colonel Paul Flatters.

Cette rue doit son nom au lieutenant-colonel Paul Flatters (1832-1881) qui trouva la mort dans une attaque touareg le 16 février 1881 à Bir el-Garama dans le Hoggar lors d'une mission exploratrice pour la réalisation d'une voie de chemin de fer entre le Sénégal et le Soudan français.

## Historique
Cette rue a pris sa dénomination actuelle par un arrêté du 30 août 1884.

## Bâtiments remarquables et lieux de mémoire
- La rue fut le premier domicile de Marie Curie (alors Skłodowska) lorsqu'elle vint, de Pologne, faire ses études à la Sorbonne en 1891[2]. Elle y emménage en mars 1892 et y restera jusque vers 1896 pour déménager non loin au 24, rue de la Glacière, après son mariage avec Pierre Curie en 1895.
- La famille Vailland en arrivant à Paris en 1910, avec ses deux enfants Geneviève et Roger Vailland, le futur écrivain, prix Interallié et prix Goncourt, s'installe dans un immeuble situé au no 18 de la rue.
- L'écrivaine Nathalie Sarraute a vécu une partie de son enfance dans un « petit appartement de la Rue Flatters à peine meublé et assez sombre[3] ».